# Quintino Bocaiuva
Quintino Antônio Ferreira de Sousa Bocaiuva (Itaguaí, 4 de dezembro de 1836 — Rio de Janeiro, 11 de julho de 1912) foi um jornalista e político brasileiro, conhecido por sua atuação no processo da Proclamação da República. Como político, foi o primeiro ministro das relações exteriores da República, de 1889 a 1891, e presidente da província do Rio de Janeiro, de 1900 a 1903.

## Biografia
Quintino Bocaiúva nasceu Quintino Antônio Ferreira de Sousa na então vila de São Francisco Xavier de Itaguaí, em 4 de dezembro de 1836, filho de Quintino Ferreira de Sousa e de Maria de la Candelaria Moreno y Aragón. Seu pai era oriundo da freguesia do Santíssimo Sacramento de Salvador, Bahia, enquanto que sua mãe era argentina de Buenos Aires, onde viveu até os dez anos de idade, filha de espanhol e uruguaia. Foi batizado, em 30 de janeiro de 1837, na Igreja do Santíssimo Sacramento, no Rio de Janeiro, pelo padre Manuel Gonçalves de Sousa.
Em1849, seu pai morreu, por isso, em 1850, mudou-se para a cidade de São Paulo, onde graças ao apoio financeiro de um tio, iniciou os estudos no curso de humanidades anexo à Faculdade de Direito. Dando início, também, a sua vida profissional como tipógrafo e revisor. Preparando-se para cursar Direito, foi forçado a abandonar os estudos por falta de recursos. Nesta fase, colaborou no jornal Acaiaba (1851), quando adotou o nome Bocaiuva (nome comum a duas espécies nativas de palmeira), para afirmar o nativismo.
Defensor ardoroso das ideias republicanas, de volta à cidade do Rio de Janeiro trabalhou no jornal Diário do Rio de Janeiro (1854) e Correio Mercantil (1860-1864), vindo a ser o redator do Manifesto Republicano, que veio a público em 3 de dezembro de 1870, na primeira edição do A República, e em cujas páginas escreveu até o encerramento, em 1874, quando fundou o jornal O Globo (1874-1883). Em 1884 fundou O Paiz, que exerceu grande influência na campanha republicana.

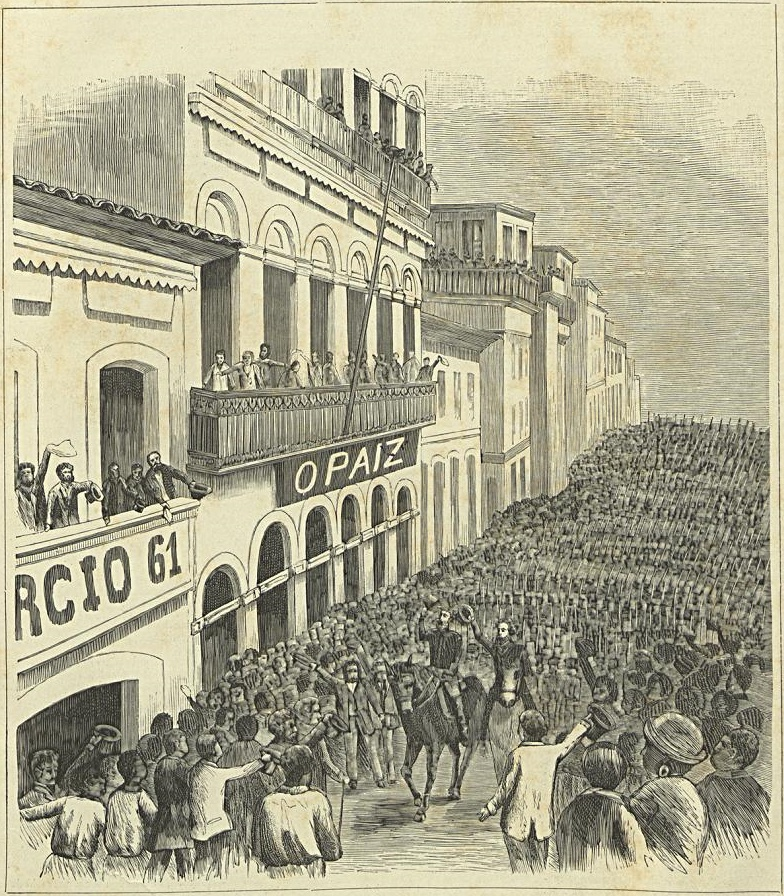
Ovação popular ao Marechal Deodoro da Fonseca e Bocaiúva pela proclamação da república, na Rua do Ouvidor.

Maçom, iniciado na Loja Amizade (São Paulo, 1861), era contrário às ideias positivistas. Polemista de discurso agressivo e lógico, no Congresso Republicano (São Paulo, maio de 1889), convenceu a maioria dos republicanos a promoverem uma transição de regime pacífica, esperando, preferencialmente, a morte de Dom Pedro II para a proclamação da república.

### Papel na proclamação da República
A aproximação de personalidades civis (chamados de casacas) e militares descontentes com o regime monárquico (especificamente junto a Benjamin Constant Botelho de Magalhães e ao Marechal Deodoro da Fonseca), foi decisiva nos acontecimentos que levaram à deposição do Imperador e à Proclamação da República Brasileira (1889).
Foi o único civil a cavalgar, ao lado de Benjamin Constant e do Marechal Deodoro da Fonseca, com as tropas que se dirigiram ao quartel-general do Exército brasileiro, na manhã de 15 de novembro, quando da proclamação da República.

### Atuação como político
Com esta, participou do Governo Provisório, assumindo a pasta das Relações Exteriores. Nessa qualidade, negociou e assinou o Tratado de Montevidéu (25 de janeiro de 1890) visando solucionar a Questão de Palmas, entre o Brasil e a Argentina. Considerando que Quintino, ao visar a conclusão das negociações, extrapolou quanto à concessão territorial para a Argentina. 
Desse modo, o Congresso Nacional do Brasil rejeitou os termos do Tratado (1891) e Bocaiuva deixou a pasta para continuar como Senador pelo Estado do Rio de Janeiro na Assembleia Nacional Constituinte. Permaneceu no cargo até à votação da Constituição (24 de fevereiro de 1891), renunciando ao mandato para retornar ao jornalismo, à frente de O Paiz. Pela atuação na imprensa, foi cognominado, pelos contemporâneos como o "príncipe dos jornalistas brasileiros".
Em 1899 foi reeleito senador, sendo subsequentemente escolhido para o governo da província do Rio de Janeiro (1900-1903). Foi ainda candidato a presidente na Eleição de 1902. De 1901 a 1904, na Maçonaria, ocupou o Grão-Mestrado do Grande Oriente do Brasil, posto mais elevado na hierarquia da Ordem. Em 1909 retornou ao senado, tendo exercido o cargo de vice-presidente de 1909 a 1912. Nesta função apoiou a candidatura do Marechal Hermes da Fonseca à presidência da República (1910) e, neste mesmo ano, ocupou a presidência do Partido Republicano Conservador do caudilho gaúcho José Gomes Pinheiro Machado.
Quintino Bocaiuva faleceu no bairro do Rio de Janeiro onde morava, e que hoje, em homenagem, leva o nome: Quintino Bocaiuva.
Existe em sua cidade natal, Itaguaí, na região metropolitana do Rio de Janeiro, uma avenida que atravessa o centro da cidade, chamada Rua General Quintino Bocaiúva. Na cidade de Porto Velho, a Rua Quintino Bocaiuva que corta quatro bairros na capital de Rondônia. Na cidade de Belém, também existe uma extensa travessa com o seu nome.

## Descendência
Quintino Bocaiuva deixou geração dos seus dois casamentos: do primeiro, a 1 de dezembro de 1860, na Ermida da fazenda da Cachoeira, Alto de Sant’Ana, em Paraíba do Sul, Rio de Janeiro, com Luísa Amélia de Almeida Costa, nascida em 1830, em Salvador, Bahia, e falecida em 1 de junho de 1885, no Rio de Janeiro, RJ, filha de Antônio Joaquim Rodrigues da Costa e de Francisca Joana de Almeida Torres (portanto, irmã da Baronesa do Desterro), foram sete filhos; e do segundo, em 1892, com Ana Bianca Rossi, nascida em 1861, em Torino, Itália, e falecida em 15 de fevereiro de 1920, em Pindamonhangaba, São Paulo, filha de Giulio Cesare Rossi e de Rosa Tatti, oito rebentos.